# Turning Point 2009
Turning Point 2009 è stata la sesta edizione del pay-per-view prodotto dalla Total Nonstop Action Wrestling (TNA). L'evento si è svolto il 15 novembre 2009 nell'Impact Zone di Orlando in Florida.

## Risultati
| # | Risultati | Stipulazioni | Durata     |
| - | --- | --- | ---------- |
| 1 | Hamada sconfigge Alissa Flash | Single match | dark match |
| 2 | Amazing Red (c) (con Don West) ha sconfitto Homicide                                                                              | Single match per il titolo TNA X Division Championship                                                               | 10:08      |
| 3 | ODB (c), Taylor Wilde e Sarita (c) channo sconfitto The Beautiful People (Velvet Sky, Madison Rayne e Lacey Von Erich)            | Six-Knockout tag team match per il titolo TNA Women's Knockout Championship ed i TNA Knockouts Tag Team Championship | 05:56      |
| 4 | The British Invasion (Brutus Magnus e Doug Williams) (c) hanno sconfitto The Motor City Machine Guns (Alex Shelley e Chris Sabin) | Tag team match per i titolo TNA World Tag Team Championship                                                          | 10:20      |
| 5 | Tara ha sconfitto Awesome Kong | Six Sides of Steel match                                                                                             | 07:53      |
| 6 | Rhino ed il Team 3D (Brother Devon e Brother Ray) hanno sconfitto Matt Morgan, Hernandez e D'Angelo Dinero                        | Six-man tag team match                                                                                               | 14:28      |
| 7 | Scott Steiner ha sconfitto Bobby Lashley                                                                                          | Falls Count Anywhere match                                                                                           | 11:25      |
| 8 | Kurt Angle ha sconfitto Desmond Wolfe                                                                                             | Single match | 16:18      |
| 9 | A.J. Styles (c) ha sconfitto Daniels e Samoa Joe                                                                                  | Triple threat match per il titolo TNA World Heavyweight Championship                                                 | 21:48      |
|   | (c) = campione in carica al momento dell'inizio del match                                                                         | |            |